# Гордість і упередження (фільм, 1938)
«Гордість і упередження» (англ. Pride and Prejudice) — костюмована драма 1938 року продюсера і сценариста Майкла Баррі, заснована на однойменному романі Джейн Остін 1813 року.

## Сюжет
У подружжя Беннетів п'ять неодружених доньок. Пані Беннет особливо прагне знайти для них відповідних чоловіків. Коли заможні неодружені джентльмени Чарлз Бінглі та Фіцвільям Дарсі оселяються неподалік, Беннети покладають на них великі надії. Але гордість, упередження та непорозуміння заважають головним героям знайти своє щастя.

## У ролях
| Актор           | Персонаж                                             |
| --------------- | ---------------------------------------------------- |
| Аллан Джейз     | містер Беннет (англ. Mr Bennet)                      |
| Барбара Еверест | місіс Беннет (англ. Mrs. Bennet)                     |
| Антуанетт Сельє | Джейн Беннет (англ. Jane Bennet)                     |
| К'юріґвен Льюїс | Елізабет Беннет (англ. Elizabeth Bennet)             |
| Ендрю Осборн    | Фіцвільям Дарсі (англ. Fitzwilliam Darcy)            |
| Айлін Ерскін    | Лідія Беннет (англ. Lydia Bennet)                    |
| Льюїс Стрінґер  | Чарлз Бінглі (англ. Charles Bingley)                 |
| Кетрін Солкелд  | Керолайн Бінглі (англ. Caroline Bingley)             |
| Гелен Горсі     | Шарлотта Лукас (англ. Charlotte Lucas)               |
| Патрік Ґовер    | Вільям Коллінз (англ. William Collins)               |
| Дороті Ґрін     | леді Кетрін де Бурґ (англ. Lady Catherine de Bourgh) |
| Мервін Джонз    | сер Вільям Лукас (англ. Sir William Lucas)           |
| Андре Морелл    | Джордж Вікгем (англ. George Wickham)                 |
| Річард Ґілберт  | містер Денні (англ. Mr. Denny)                       |